# Neacomys musseri
Neacomys musseri is een knaagdier uit het geslacht Neacomys die voorkomt in het Nationaal Park Manú in het departement Cuzco van Peru en vlak bij de Peruviaans-Brazilische grens bij de Rio Juruá in Acre (Brazilië). De soort is genoemd naar Guy Musser voor zijn vele bijdragen aan de kennis van de muroïde knaagdieren.
N. musseri is een kleine Neacomys-soort (maar groter dan N. minutus) met een kleine schedel, 34 chromosomen en een FN van 64 tot 68. Daarnaast heeft deze soort het zogenaamde "derived cephalic arterial system", een bepaalde vorm van de schedel die overeenkomt met die van Oligoryzomys, een uniek kenmerk binnen Neacomys. Deze soort plant zich blijkbaar voort tijdens het natte seizoen.